# صدف اسبی ذوزنقه‌ای
صدف اسبی ذوزنقه‌ای (نام علمی: Pleuroploca trapezium) نام یک گونه از تیره صدف‌های لاله است.